# Béchara Pierre Raï
Sua Beatitude Patriarca Béchara Pierre Raï O.M.M. (em árabe: مار بشارة بطرس الراعي, Mār Bishārah Buṭrus al - Rāʿī) (Himlaya, 25 de fevereiro de 1940) é um cardeal libanês, atual Patriarca Católico Maronita de Antioquia.

## Biografia
Foi ordenado em 1967. Em 1986, foi nomeado bispo-auxiliar de Antioquia, com o título de bispo-titular de Cesarea Philippi e, em 1990, passa a ser bispo de Biblos. Em 2011, após ser eleito pelos seus pares, é confirmado pelo Papa Bento XVI como sendo o Patriarca Católico Maronita de Antioquia. Foi criado cardeal no Segundo Consistório Ordinário Público de 2012 que se realizou a 24 de novembro mas, ao contrário dos restantes cardeais criados neste consistório, recebeu o barrete cardinalício e o anel de cardeal, sem lhe ser atribuído um título, estando entre os cardeais-bispos.

## Galeria fotográfica

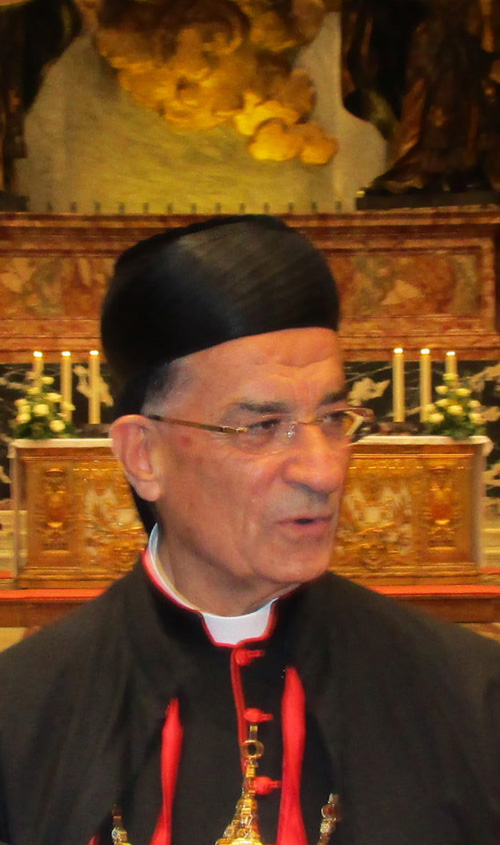
O patriarca Raï, na Cátedra de São Pedro, em 11 de outubro de 2014.
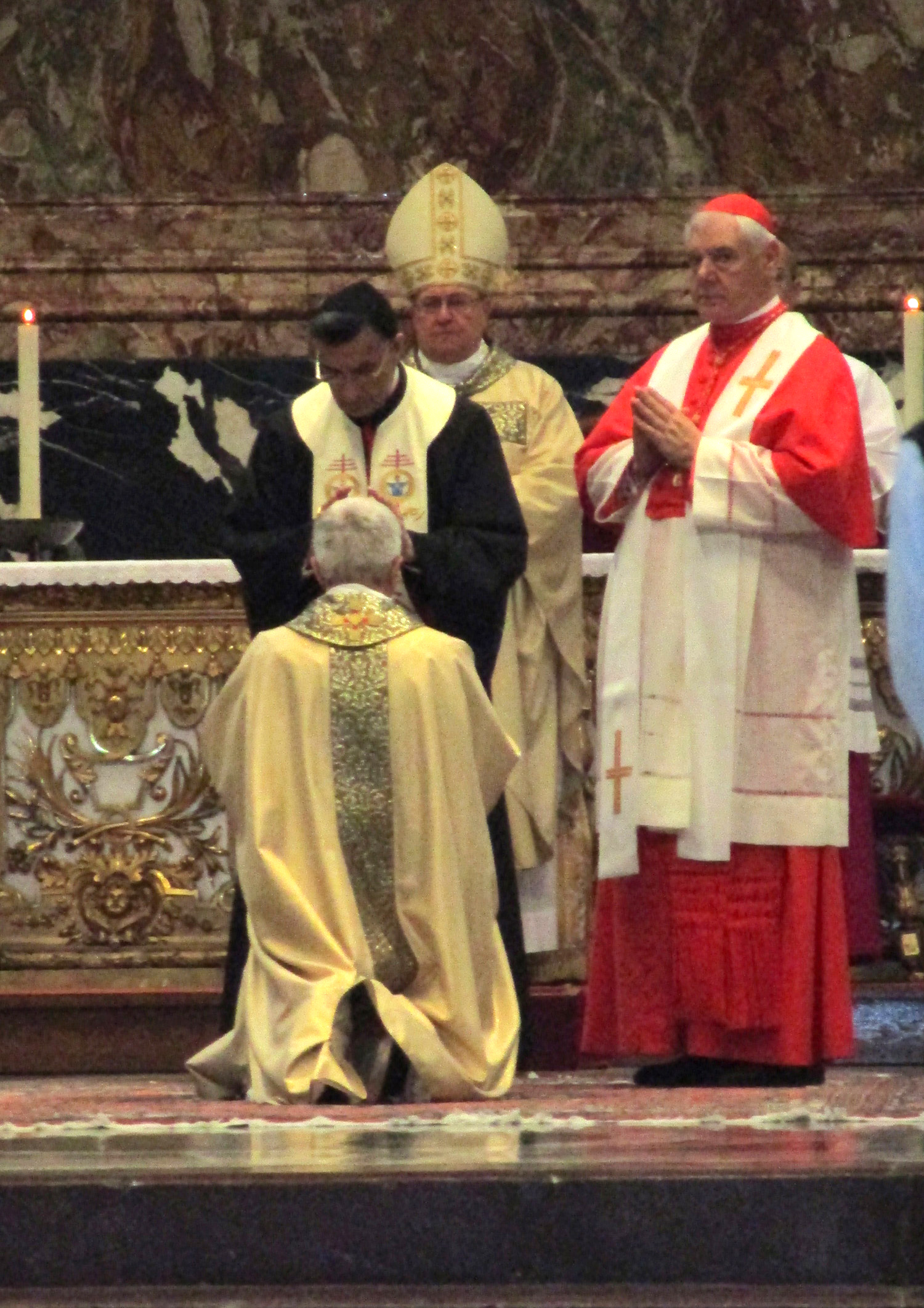
Sua beatitude o patriarca Raï impõe as mãos na cabeça de dom Maurizio Malvestiti na ordenação episcopal dele, em 11 de outubro de 2014. Atrás, os cardeais  Sandri e Müller.

## Conclaves
- Conclave de 2013 - participou da eleição de Jorge Mario Bergoglio como Papa Francisco.